# Naturpark Schelde-Ebenen
Der Naturpark Schelde-Ebenen (französisch Parc naturel des Plaines de l’Escaut) erstreckt sich in der belgischen Provinz Hennegau in der Region Wallonien. Er liegt im Grenzgebiet zu Frankreich, Département Nord in der Region Hauts-de-France.
Der 1996 offiziell gegründete Naturpark umfasst eine Fläche von 26.000 Hektar. Sechs Groß-Gemeinden mit 37 Orten bilden den Park und stellen insgesamt ein Einzugsgebiet von rund 61.500 Bewohnern dar. Es sind dies die Gemeinden:
- Rumes,
- Brunehaut,
- Antoing,
- Péruwelz,
- Belœil und
- Bernissart.

Das "Haus des Parks" befindet sich im Ort Bon-Secours (50° 29′ 54″ N, 3° 36′ 48″ O).

## Kernland des Naturparks
Der Naturpark liegt im Südwesten von Hainaut, zwischen den Städten Tournai, Lille und Mons. Im Rahmen einer industriell geprägten Vergangenheit hat der Mensch hier die Natur selbst geformt. Die Schelde durchquert den Naturpark zwischen Bléharies und Calonne. Aber das Schwemmland dieses Flusses hat dem ganzen Gebiet seinen Stempel aufgedrückt. Einige Kanäle verbinden das Becken der Schelde mit dem des Flusses Haine, wie der Canal Nimy-Blaton-Péronnes, der Canal de Pommerœul à Condé und der Canal de Pommerœul à Antoing. Im Laufe der Jahre wurden diese Wasserläufe immer wieder umgebaut, begradigt oder verbreitert, um der Entwicklung der Frachtschifffahrt zu erleichtern. Dadurch wurden immer wieder Wasserarme abgeschnitten und konnten renaturieren.

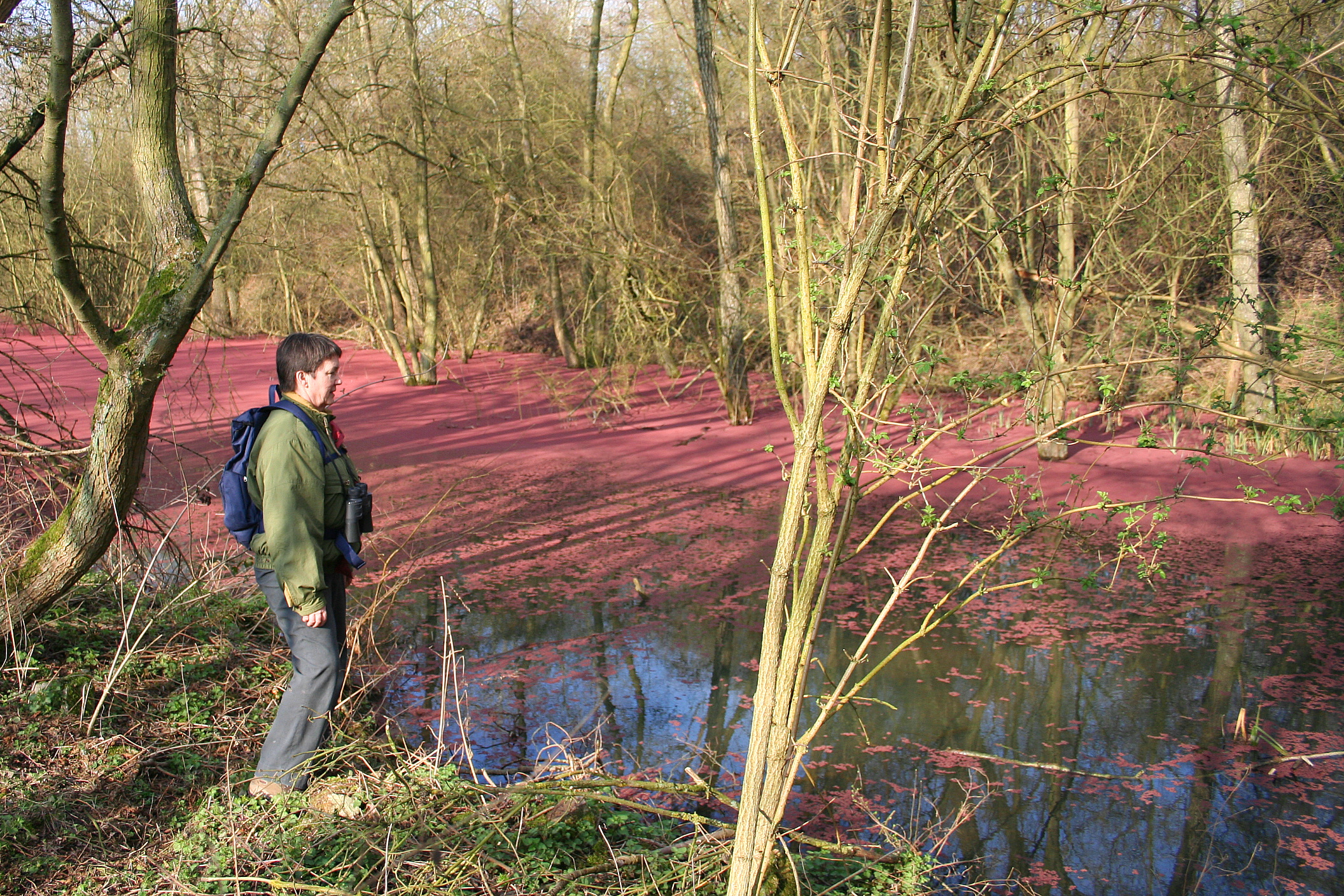
In den Sümpfen von Harchies

Der Naturpark stellt eine große Vielfalt an Landschaften und Biotopen vor:
- große, dichte Waldgebiete,
- Weideflächen und landwirtschaftlich nicht mehr genutzte Agrargebiete,
- ehemalige Kanäle, Feuchtgebiete, Tümpel und Sümpfe,
- ehemalige Kohlegruben und andere Bergwerksgelände
- ehemaliger Sandgruben,
- zahlreiche Parks und Gärten der Schlösser und Wohnsitze.

## Grenzüberschreitende Zusammenarbeit
Jenseits der Grenze befindet sich der französische Regionale Naturpark Scarpe-Schelde (französisch Parc naturel régional Scarpe-Escaut). Nach anfänglich loser Kooperation haben sich die beiden benachbarten Naturparks zum Grenzüberschreitenden Naturpark Hennegau (französisch Parc naturel transfrontalier du Hainaut) zusammengeschlossen.

## Weblinks

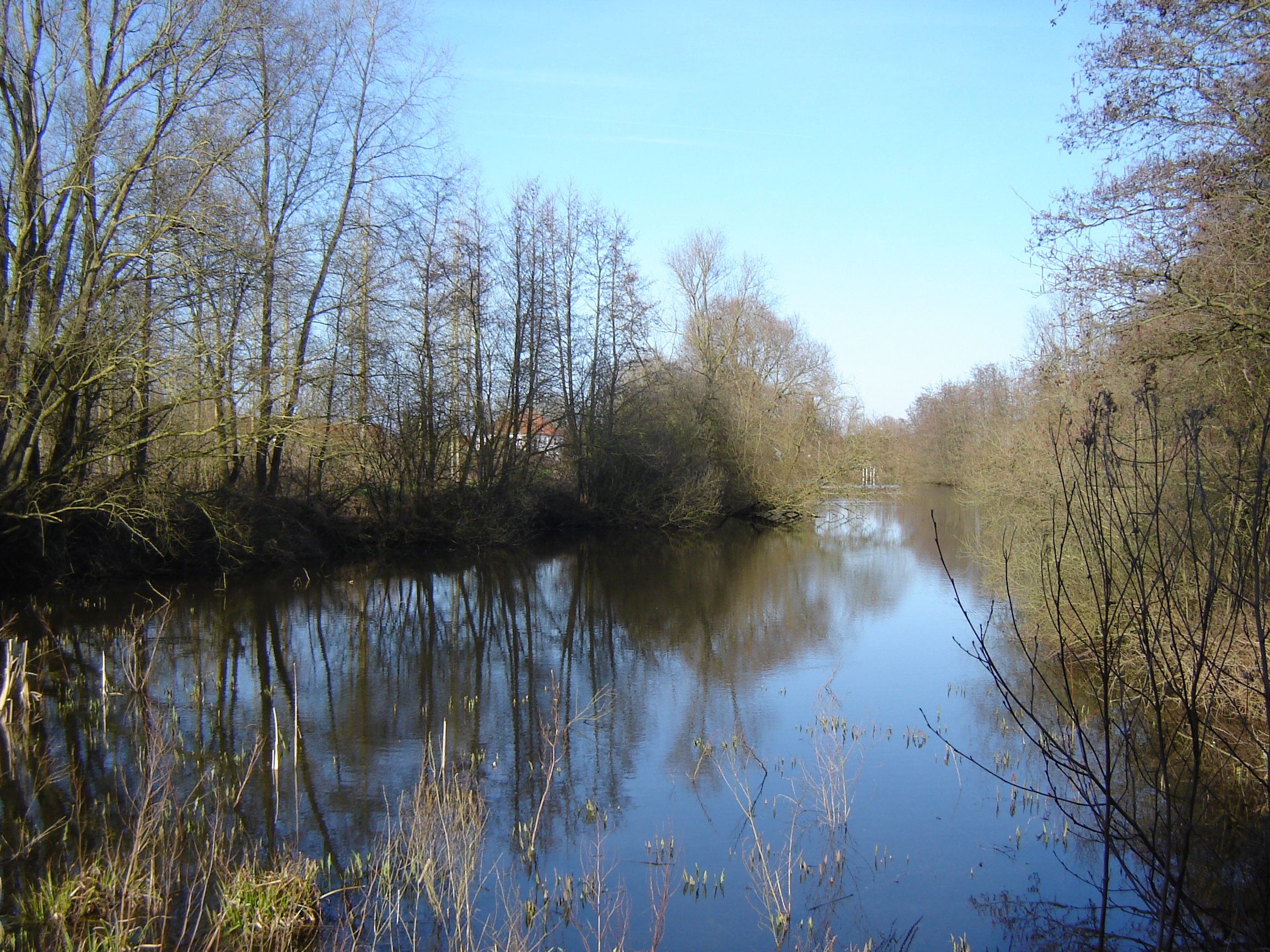
Altarm der Schelde bei Bléharis
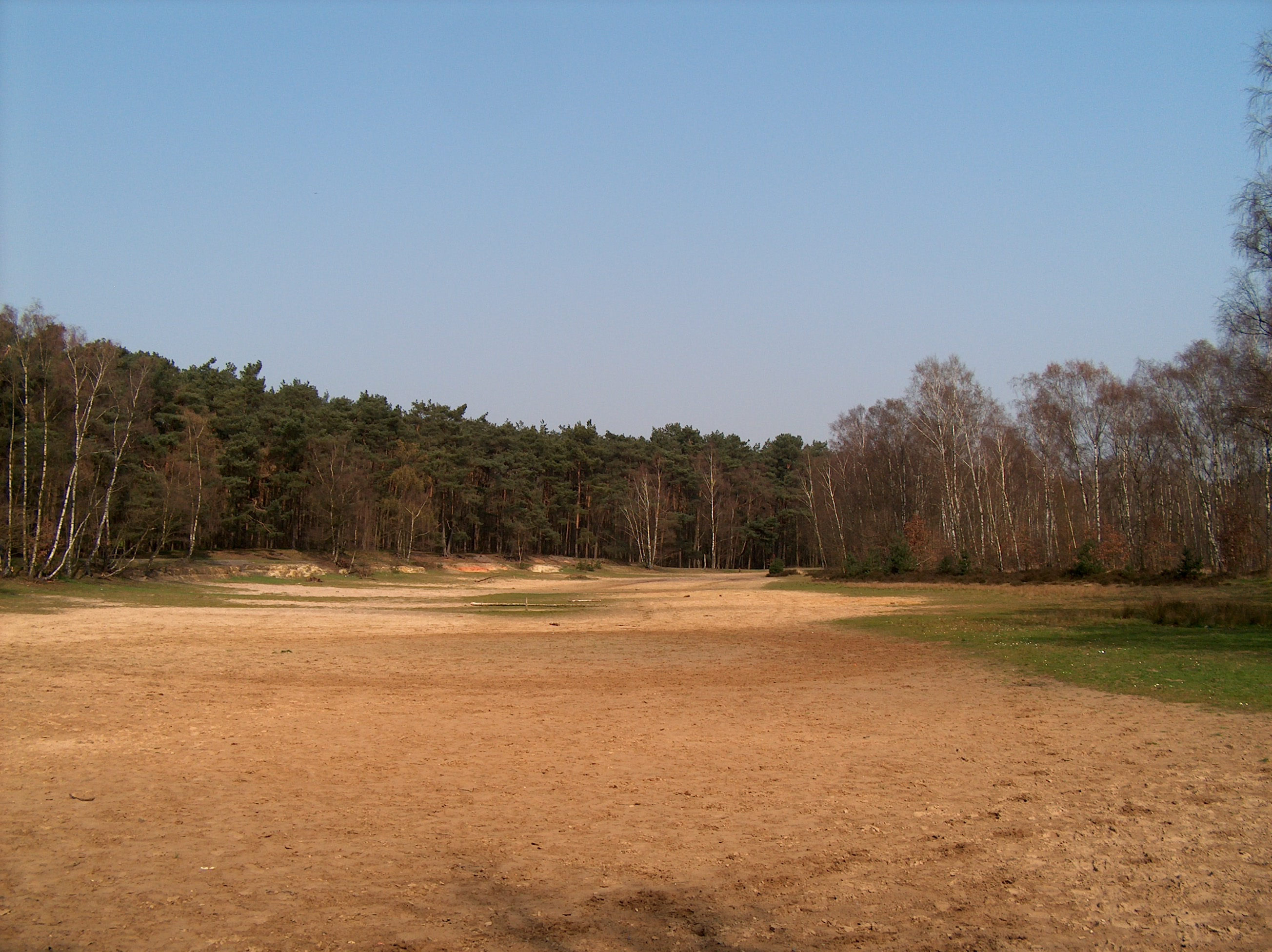
Das Sandmeer von Stambruges
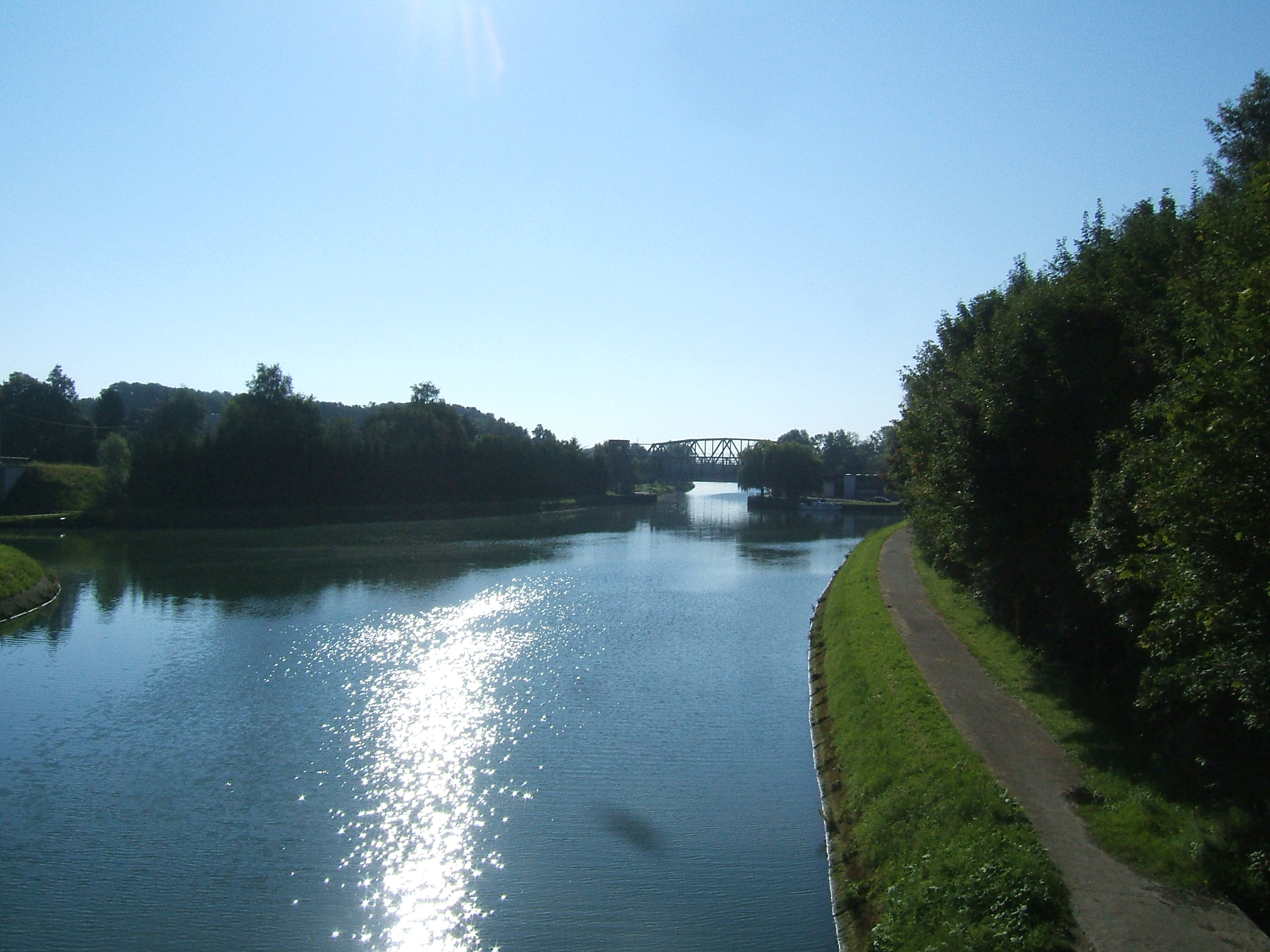
Der Kanal Nimy-Blaton-Péronnes